# Kris Jenner

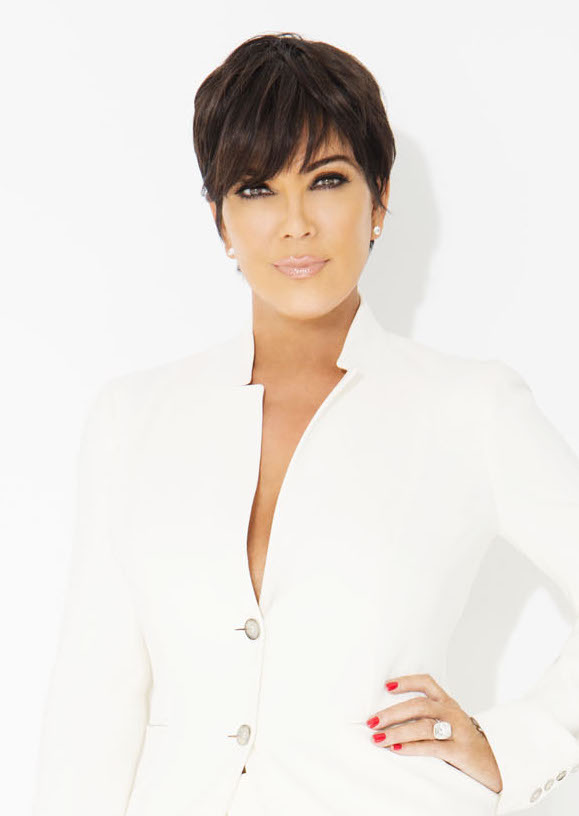
Kris Jenner, 2014

Kristen Mary Jenner (geborene Houghton, ehemals auch Kris Kardashian; * 5. November 1955 in San Diego, Kalifornien) ist eine US-amerikanische Fernsehpersönlichkeit, die durch ihre Hauptrolle in der Reality-Fernsehserie Keeping Up with the Kardashians bekannt wurde.

## Leben
Jenner wurde als Tochter der 1934 geborenen Mary Jo Shannon (gebürtige Campbell) und Robert Houghtons in San Diego, Kalifornien geboren. Ihre Eltern ließen sich scheiden, als Kris sieben Jahre alt war, woraufhin sie und ihre jüngere Schwester (Karen, * 1959) bei ihrer Mutter blieben. Diese heiratete später den Geschäftsmann Harry Shannon, dessen Namen sie annahm. In San Diego besuchte Jenner die Clairemont High School, an der sie 1973 ihren Schulabschluss machte. 1976 arbeitete sie ein Jahr lang als Stewardess.
Kris Mary Jenner war zweimal verheiratet, zuerst von 1978 bis 1991 mit Robert Kardashian (1944–2003), der vor allem als Anwalt von O.J. Simpson bekannt wurde. Mit ihm hat sie vier Kinder, Kourtney, Kim, Khloé und Robert Jr.
1991 heiratete sie den Zehnkampf-Olympiasieger von 1976, Bruce Jenner, mit ihm bekam sie zwei weitere Kinder, Kendall und Kylie, die Ehe dauerte bis 2015, als Bruce sich öffentlich als transgeschlechtlich outete und sich fortan Caitlyn Jenner nannte.
Kris Mary Jenner ist die Managerin ihrer Tochter Kim wie auch der meisten ihrer anderen Kinder und leitet das in Los Angeles ansässige Unternehmen Jenner Communications. Wie ihrem früheren Ehemann Robert ist ihr eine Figur in der Fernsehserie American Crime Story gewidmet, die Rolle dort wird von Selma Blair verkörpert.

## Auftritte in Musikvideos
- 2018: Thank U, Next (von Ariana Grande)
- 2023: Mother (von Meghan Trainor)